# اوبرون، نیو ساوت ولز
اوبرون (به انگلیسی: Oberon) یک شهرک در استرالیا است که در Oberon Shire واقع شده‌است.